# Ofenzíva k přehradě Tišrín (prosinec 2015)
Východní ofenzíva SDF byla vojenská operace v severovýchodní části guvernorátu Aleppo (hranice s guvernorátem Rakka) zahájená 23. prosince 2015 jednotkami SDF za účelem vydobytí strategicky významné přehrady Tišrín na IS. Ofenzíva byla doprovázena leteckými údery koalice vedenou USA (CJTF-OIR).

## Průběh
23. prosinec: Velitelství SDF oficiálně zahájilo ofenzívu s cílem vyčištění jižních oblastí kantonu Kobani od jednotek Islámského státu.
24. prosinec: SDF získala vesnice Sahrij, Al Džabal, Abajdad, Al Mansía, Miruha, Sadžádí, Dandošan, Birdan a asi 15 stavení u města Sarin. Zabito 14 teroristů a 2 vojáci SDF.
25. prosinec: SDF osvobodila vesnice Bodžak, Hafjan, Munsíja, Sofajte, Sakvit a Dár Al-Farádž. Zabito 12 teroristů. SDF získala už celkem 16 km podél řeky Eufrat.
26. prosinec: Syrské demokratické síly obsadily základnu Tišrín a vesnice Bir Šumál, Bir Bagar, Abdilkíja, Tal Banát, Kíškáš, Al-Vesi a Mivelí. Zabito 5 a zajato 8 ozbrojenců IS. Od začátku ofenzívy osvobozeno 50 vesnic.
27. prosinec: SDF pokračovala v ofenzívě podél západního břehu Eufratu a získala vlastní vesnici Tišrín a Sakaníja. ISIS popravil 4 mladíky ve městě Manbidž, kteří byli obžalováni ze členství v SDF.
30. prosinec: Velitelství SDF vyhlásilo ukončení ofenzívy. Kurdské jednotky získaly celkem asi 100 vesnic a vesniček a Tišrínskou přehradu, celkem tedy asi 640 km². Podle SDF bylo zneškodněno 219 ozbrojenců IS, dalších 100 zabito leteckými útoky. SDF ztratilo 7 vojáků a zabiti byli také příslušníci jednotek Asayîş (kurdské policejní sbory).